# سیارک ۲۵۰۸۹
سیارک ۲۵۰۸۹ (به انگلیسی: 25089 Sanabria-Rivera، نامگذاری:1998RN25) بیست و پنج هزار و هشتاد و نهمین سیارک کشف شده‌است که در ۱۴ سپتامبر ۱۹۹۸ کشف شد.
قدر مطلق سیارک برابر ۹.۸ است.